# Pachycondyla aenescens
Pachycondyla aenescens är en myrart som beskrevs av Mayr 1870. Pachycondyla aenescens ingår i släktet Pachycondyla och familjen myror. Inga underarter finns listade i Catalogue of Life.